# Mijnramp Pasta de Conchos
De mijnramp Pasta de Conchos was een mijnramp die plaatsvond op 19 februari 2006, in Nueva Rosita, gemeente San Juan de Sabinas, in de deelstaat Coahuila in het noorden van Mexico.
De ramp vond 's nachts om 2:30 plaats. 65 mijnwerkers in een kolenmijn raakten opgesloten nadat een gasleiding explodeerde, en een deel van de mijn instortte. Reddingswerkzaamheden werden gestart, maar men kon de mijnwerkers niet op tijd bereiken. Op 24 februari werden de reddingsacties gestaakt en een dag later werd verklaard dat het was uitgesloten dat de mijnwerkers nog in leven waren.
Na de ramp barstte er in Mexico een discussie los rond de veiligheid in mijnen. Mijnwerkers in Pasta de Conchos hadden al eerder geklaagd over een gaslek, en mijnwerkers van Grupo México, de eigenaar van de mijn, hadden al meerdere keren gestaakt voor betere werkomstandigheden. Enkele dagen voor de ramp hadden de mijnwerkersvakbond SNTMMSRM en Grupo México nog een compromis weten te bereiken, en werd de mijn veilig verklaard.
Gouverneur Humberto Moreira Valdés en minister van arbeid Francisco Javier Salazar Sáenz verklaarden dat de mijn niet heropend zou worden tot alle lichamen geborgen zouden zijn.